# ري محوري

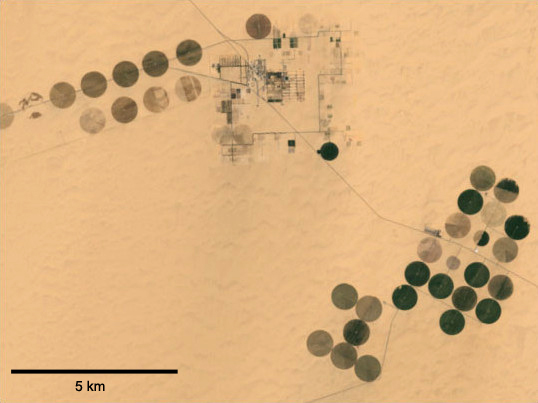
حقول زراعية في مصر تحت الري المركزي المحوري

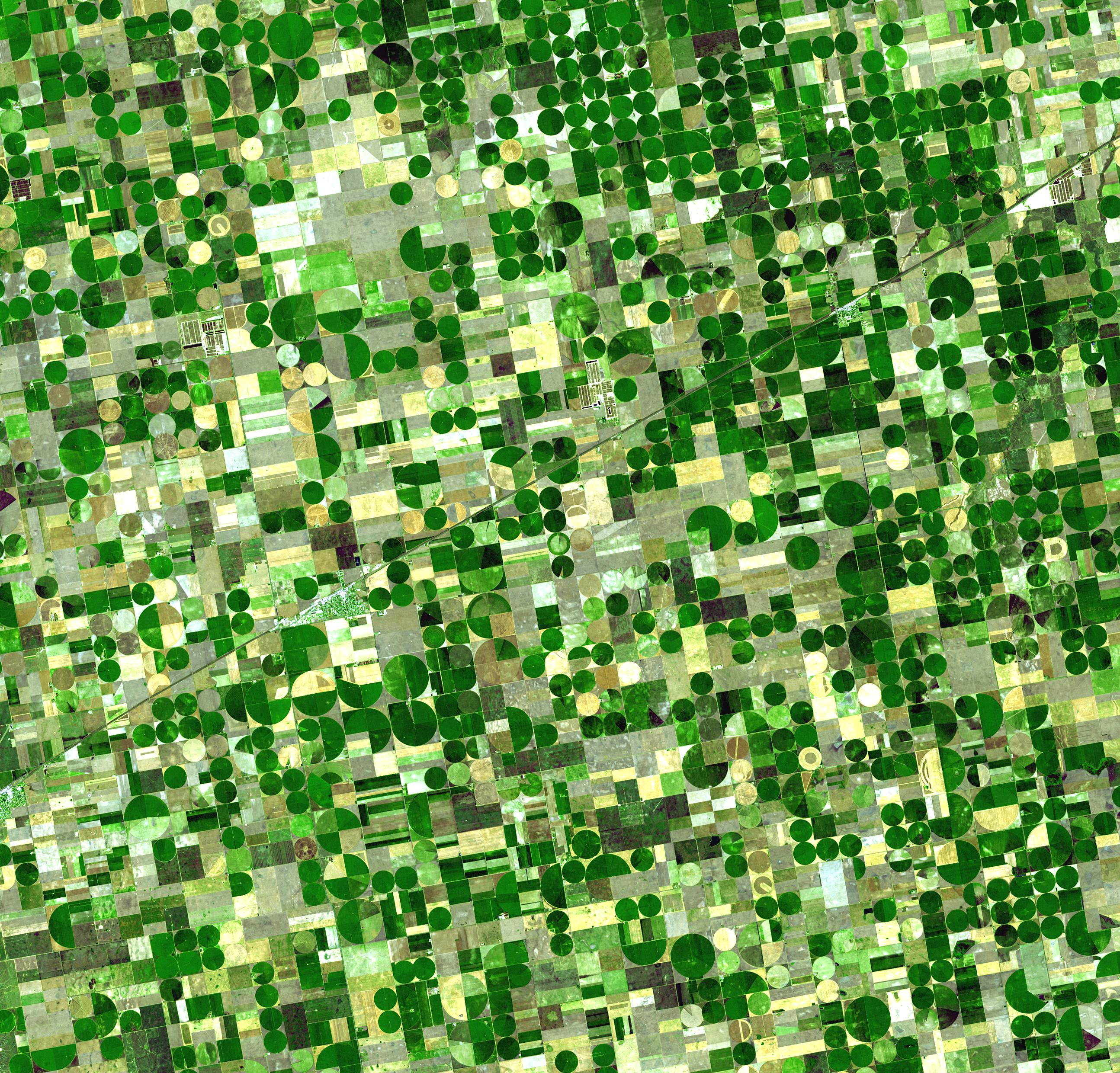
حقول زراعية في ولاية كنساس تحت الري المركزي المحوري

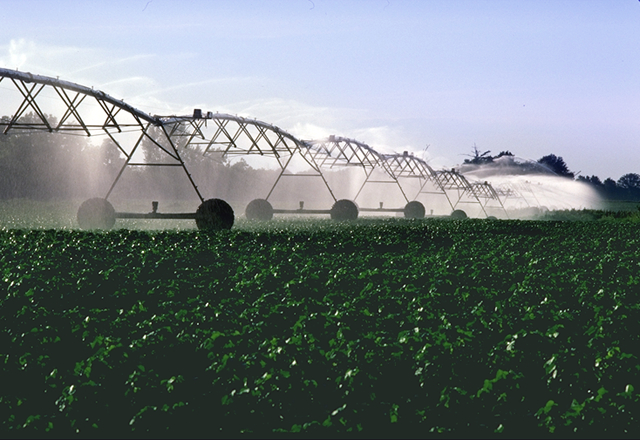
ذراع الري المركزي المحوري فوق القطن

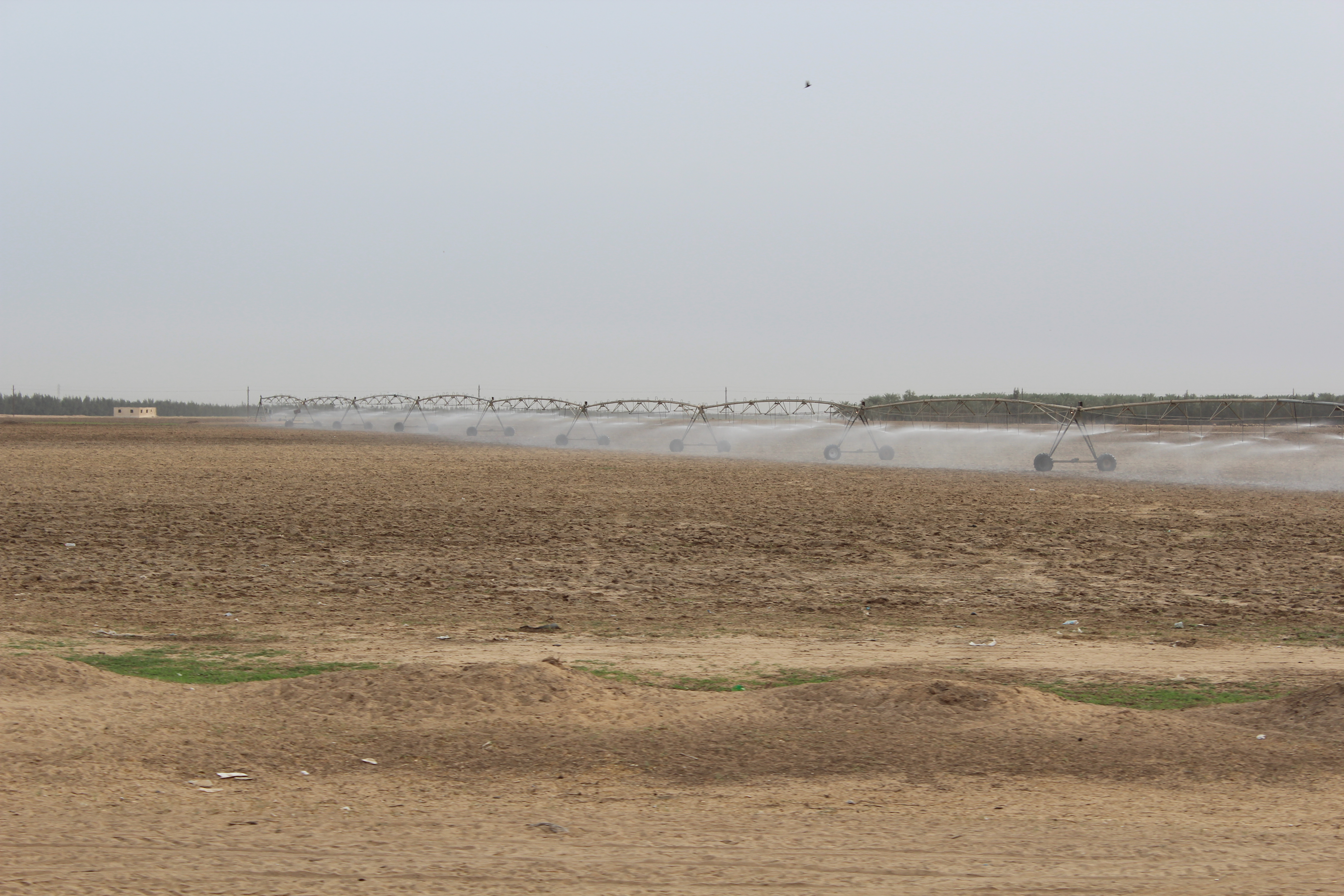
الري المحوري في الصالحية الجديدة، مصر

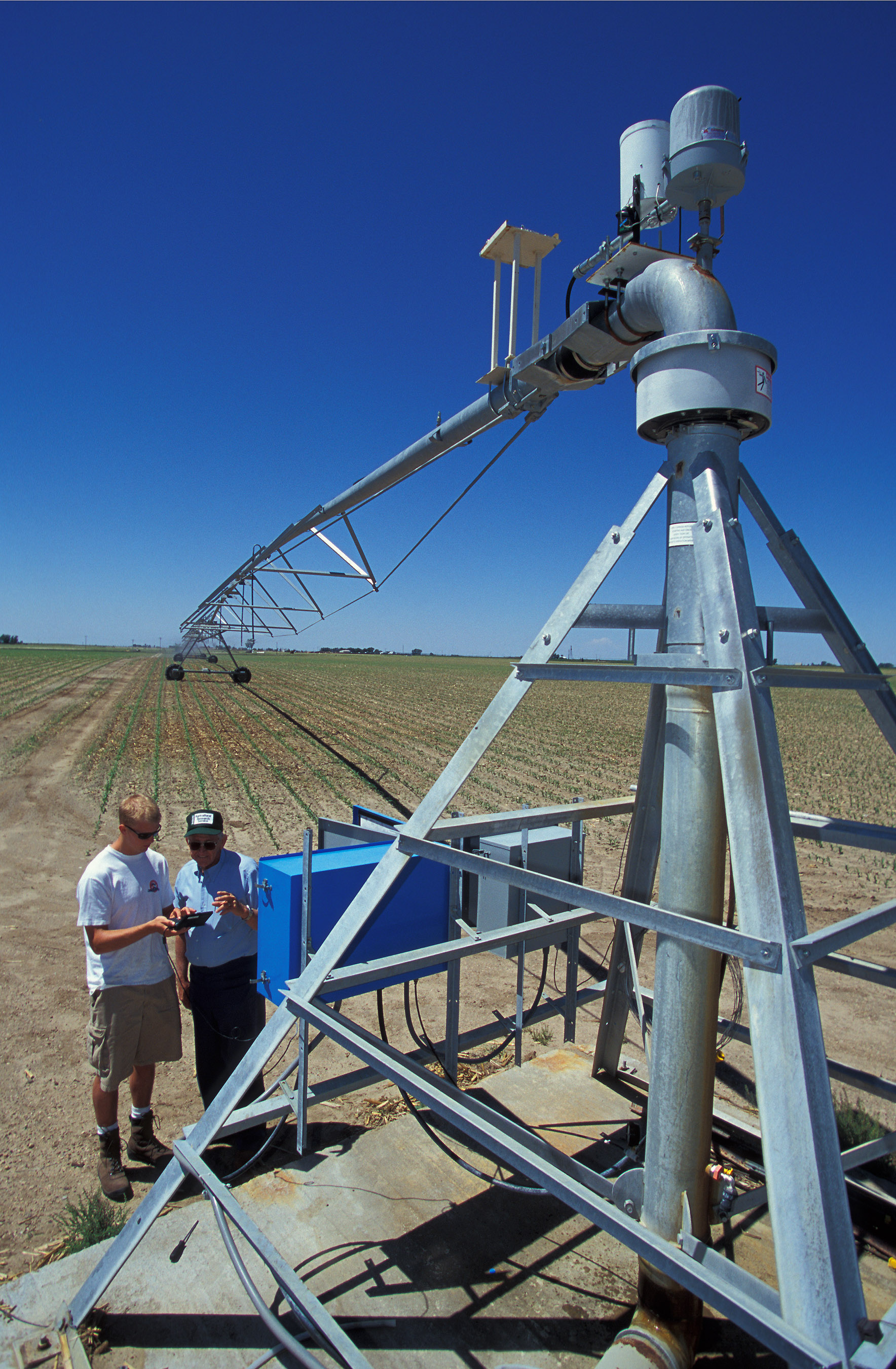
الطرف الثابت لذراع الري المركزي المحوري عند مصدر الري

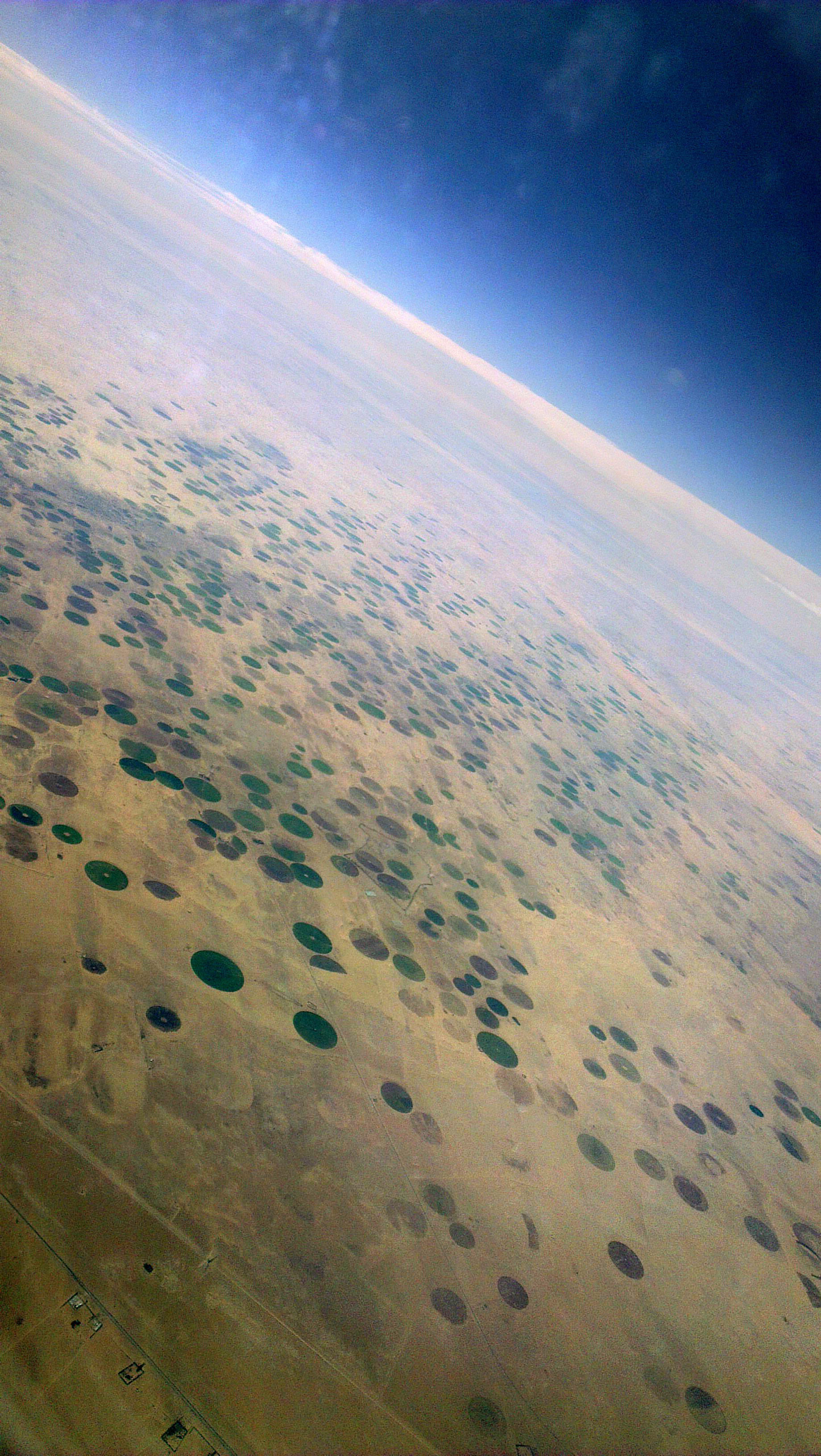
ري مركزي محوري في السعودية

الري المحوري أحد أساليب الري الحديثة، يقوم مبدؤه على أنبوب طويل يدور من طرف واحد كالذراع وتبقى نهايته الأخرى موصولة بمصدر الماء، فيرسم دائرة نصف قطرها طول الأنبوب. وبالتالي يأخذ الحقل شكل دائرة. يستعمل هذا النوع من الري لري المحاصيل الحقلية.

## انظرأيضاً
- إدارة المياه
- المياه الجوفية
- طبقات المياه الجوفية
- هندسة الري
- النهر الصناعي العظيم
- الري في السعودية
- هيدروجيولوجيا